# Element rozdzielczy
Element rozdzielczy – element algebraiczny, którego wielomian minimalny ma wyłącznie pierwiastki jednokrotne.
Element {\displaystyle a} należący do ciała {\displaystyle L} zawierającego ciało {\displaystyle K,} algebraiczny nad tym {\displaystyle K,} jest elementem rodzielczym względem {\displaystyle K,} jeżeli jest pierwiastkiem wielomianu nierozkładalnego należącego do {\displaystyle K[x]} o niezerowej pochodnej.
W przypadku rozszerzeń ciał mówić można o elementach algebraicznych i przestępnych. Rozszerzając wyjściowe ciało {\displaystyle K} o pewien element {\displaystyle a} ciała {\displaystyle L,} takiego, że {\displaystyle K\subset L,} zajść mogą dwie sytuacje:
- element ten może być pierwiastkiem pewnego niezerowego wielomianu o współczynnikach wziętych z {\displaystyle K,} tzn. {\displaystyle \exists f\in K[x]:f\neq 0\land f(x)=0} – w takim wypadku określa się {\displaystyle a} mianem elementu algebraicznego
- element ten nie jest pierwiastkiem żadnego wielomianu z {\displaystyle K[x]} z wyjątkiem wielomianu zerowego – mówi się o elemencie przestępnym[2].

Każdy element rozdzielczy jest algebraiczny, a więc istnieje niezerowy wielomian {\displaystyle f} z pierścienia wielomianów {\displaystyle K[x],} który przyjmuje po podstawieniu {\displaystyle a} wartość {\displaystyle 0}. Elementy algebraiczne nad ciałem {\displaystyle K} można w dalszym ciągu pogrupować. W ich klasyfikacji istotne znaczenie będą miały właściwości samego {\displaystyle K,} w szczególności jego charakterystyka. Otóż dowodzi się, że iloczyn wszystkich podciał danego ciała {\displaystyle K} również sam stanowi ciało, nazywane podciałem prostym. Dowodzi się dalej, że jest ono izomorficzne albo z ciałem liczb wymiernych, albo z ciałem p-elementowym, czyli takim, którego liczba elementów jest liczbą pierwszą. W pierwszym przypadku przyjmuje się, że charakterystyka danego ciała wynosi 0, w drugim – przypisuje się wartość rzeczonej liczby pierwszej.
W przypadku ciała {\displaystyle K} o zerowej charakterystyce każdy element {\displaystyle a} algebraiczny nad {\displaystyle K} jest zarazem względem {\displaystyle K} rozdzielczy. Jeżeli bowiem {\displaystyle a\neq 0,} to dla każdego niezerowego wielomianu stopnia {\displaystyle 0} jego wartość nie będzie równa {\displaystyle 0.} {\displaystyle a} musi więc być pierwiastkiem wielomianu o stopniu wyższym niż {\displaystyle 0,} stopnia przynajmniej pierwszego. Korzystając zaś z wzoru na pochodną wielomianu dla kolejnych jednomianów {\displaystyle (a_{n}x^{n})'=na_{n}x^{n-1}}, wielomiany takie nie będą miały zerowej pochodnej.
Sytuacja komplikuje się w przypadku ciał o niezerowej charakterystyce. Otóż w pierścieniu wielomianów {\displaystyle K[x]} tego ciała znaleźć można wielomiany stopnia niezerowego, których pochodna znika. Dzieje się tak mianowicie wtedy, kiedy dany wielomian {\displaystyle f\in K[x^{p}],} gdzie {\displaystyle p} jest charakterystyką rozpatrywanego ciała. Dla każdego wielomianu {\displaystyle f} z tego ostatniego pierścienia można go bowiem zastąpić przez inny wielomian {\displaystyle g} wzięty z {\displaystyle K[x],} w ten sposób, że {\displaystyle f(x)=g(x^{p}),} czyli że argumentem {\displaystyle g} jest {\displaystyle x} podniesione do potęgi {\displaystyle p.} Z właściwości ciała o charakterystyce {\displaystyle p} wynika, że pochodna tegoż {\displaystyle x^{p}} wynosi {\displaystyle 0.} Z równości {\displaystyle f} i {\displaystyle g} wnosi się następnie o równości ich pochodnych, a wyliczając pochodną {\displaystyle g'} korzysta się z wzoru na pochodną funkcji zagnieżdżonej w innej funkcji, tak więc {\displaystyle (g(x^{p}))'=g'(x^{p})(x^{p})',} a ostatni czynnik, jak wcześniej wskazano, wynosi {\displaystyle 0.} Wobec tego cały iloczyn i w efekcie pochodna {\displaystyle f} także wynoszą {\displaystyle 0.} I w drugą stronę, jeśli pochodna danego wielomianu {\displaystyle f} znika, mając postać sumy jednomianów wyrażających się przez {\displaystyle na_{n}x^{n-1}} dla kolejnych {\displaystyle n} aż do stopnia {\displaystyle f,} to wszystkie iloczyny {\displaystyle na_{n}} muszą mieć wartość {\displaystyle 0.} Tak więc {\displaystyle a_{n}} musi być zerowe lub też {\displaystyle n.} Drugi człon alternatywy będzie spełniony, jeśli {\displaystyle n} będzie wielokrotnością {\displaystyle p.} Każdy z takich jednomianów będzie się więc wyrażał jako {\displaystyle a_{kp}x^{kp}} dla pewnego całkowitego {\displaystyle k}. Wynika stąd wniosek, że pierwiastek takiego wielomianu, choć będzie elementem algebraicznym nad {\displaystyle K,} nie będzie elementem rozdzielczym nad tym ciałem.